# Tình già
Tình già là một bài thơ nổi tiếng được công bố lần đầu năm 1932 của nhà văn-nhà thơ Phan Khôi. Tác phẩm này được xem như là tác phẩm thơ tự do đầu tiên của Việt Nam, mở đường cho phong trào Thơ Mới ở Việt Nam.
Tình già được đăng lần đầu trên báo Phụ nữ Tân văn, số ra ngày 10 tháng 3 năm 1932.

## Nội dung chính
Bài thơ nói về một chuyện tình đôi lứa, yêu nhau tha thiết, đã cùng thề non hẹn biển. Nhưng sự đời lại khiến cho họ phải xa nhau... 24 năm sau, họ tình cờ gặp mặt nhau, và chỉ biết liếc nhìn nhau

## Đánh giá
Bài thơ theo phong cách cách tân, không bị gò bó trong các quy luật chặt chẽ của Đường luật, bị các nhà thơ cựu trào phản đối. Ngược lại, những nhà thơ tân văn rất thích thú.
Nội dung bài thơ cũng nói về một điều vốn bị cấm bởi triết học Nho giáo: Nam nữ yêu nhau.
Học giả Nguyễn Tấn Long đã viết "Phan Khôi đem đến làng thơ Việt Nam bầu không khí khác lạ, một thể thơ mới hoàn toàn từ hình thức đến nội dung. Nó đã phá cái cổ lệ để chính thức cho chào đời một lối thơ mới, mở màn cuộc thay đồi quan trọng của thi ca dân tộc..." .